# Indotyphlops violaceus
Indotyphlops violaceus — вид змій родини сліпунів (Typhlopidae). Ендемік Шрі-Ланки.

## Поширення і екологія
Indotyphlops violaceus відомі з типової місцевості, розташованої на сході острова Шрі-Ланка, на північ від Тринкомалі. Вони живуть серед прибережних піщаних дюн.